# Нэшнуайд-арена
Нейшенуайд-арена (англ. Nationwide Arena) — многофункциональный спортивный комплекс в Колумбус, Огайо, США. Был открыт в сентябре 2000 года и является домашней ареной для команды Национальной хоккейной лиги «Коламбус Блю Джекетс». В 2015 году на арене прошёл Матч всех звёзд НХЛ.

## Владелец арены
Арена названа в честь своего владельца Nationwide Mutual Insurance Company, чья штаб-квартира располагается рядом со зданием. Отделение Nationwide, занимающееся недвижимостью Nationwide Realty Investors профинансировало строительство арены, таким образом она является одной из немногих спортивных сооружений в США, построенных на деньги частных лиц.

## Дизайн
Арена имеет кирпичный дизайн и служит центром в развлекательном районе, расположенном в четверти мили от капитолия штата Огайо. 16 марта 2002 года во время матча «Коламбус Блю Джекетс» (игра с «Калгари Флеймз», победа 3:1) от попадания шайбы умерла болельщица Бриттани Сесил, из-за чего была установлена нейлоновая сетка, которая должна ловить шайбы, перелетающие через стеклянную стенку, установленную на всех спортивных сооружениях в НХЛ, АХЛ и ECHL.